# Чаруши (Кировская область)
Чаруши — деревня в Фалёнском районе Кировской области. 

## География
Находится на расстоянии примерно 45 километров по прямой на юг от районного центра поселка Фалёнки.

## История
Известна с 1765 года как починок Русаковский с 11 жителями. В 1873 году отмечено дворов 12 и жителей 113, в 1905 14 и 93, в 1926 17 и 100, в 1950 20 и 80. В 1989 году было 120 жителей. До 2020 года входила в Талицкое сельское поселение Фалёнского района, ныне непосредственно в составе Фалёнского района.

## Население
Постоянное население  составляло 85 человек (русские 99%) в 2002 году, 20 в 2010.